# Mauries
Mauries – miejscowość i gmina we Francji, w regionie Nowa Akwitania, w departamencie Landy.
Według danych na rok 1990 gminę zamieszkiwało 58 osób, a gęstość zaludnienia wynosiła 11 osób/km² (wśród 2290 gmin Akwitanii Mauries plasuje się na 1115. miejscu pod względem liczby ludności, natomiast pod względem powierzchni na miejscu 1411.).